# Ruth Fabritius
Ruth Fabritius (geb. Mantsch; * 1959 in Hermannstadt, Volksrepublik Rumänien) ist eine deutsche Kunsthistorikerin. Seit 1990 ist sie Direktorin des Rheinbacher Glasmuseums.

## Leben
Ruth Mantsch wurde als Angehörige der Siebenbürger Sachsen 1959 in Rumänien geboren. Nach dem Abitur an der Deutschen Schule in Bukarest studierte sie zunächst Germanistik und Anglistik. Nachdem sie 1979 mit ihren Eltern nach Deutschland übersiedelt war, absolvierte sie in Bonn ein Studium der Kunstgeschichte, Germanistik und Volkskunde, das sie 1988 als Magistra Artium abschloss.
Im Anschluss an ihr Studium forschte sie zwei Jahre beim Ikonen-Museum Recklinghausen zu siebenbürgischen Hinterglas-Ikonen. Daneben war sie im Düsseldorfer Haus des Deutschen Ostens beschäftigt.
Seit Herbst 1990 leitet sie das Glasmuseum in Rheinbach, wo sich in der Nachkriegszeit Teile des ehemals nordböhmischen Glasveredelungsgewerbes angesiedelt hatten. In dieser Funktion organisierte sie zahlreiche Ausstellungen, initiierte den Internationalen Glaskunstpreis der Stadt Rheinbach und baute die wissenschaftliche Arbeit des Museums aus.
Im Jahr 1998 wurde sie mit einer Arbeit über das Bildprogramm moldauischer orthodoxer Kirchen an der Universität Bonn promoviert.
Neben der Museumsleitung ist sie Fachgebietsleiterin für Kultur, Museum und Tourismus in der Rheinbacher Stadtverwaltung sowie Vorstandsmitglied des Fördervereins Freunde des edlen Glases.

## Publikationen

### Monographien
- Außenmalerei und Liturgie: die streitbare Orthodoxie im Bildprogramm der Moldaukirchen. Hermani, Düsseldorf 1999, ISBN 3-00-004360-8 (Dissertation Universität Bonn 1998 unter dem Titel: Die Umsetzung liturgischer Texte in der Außenmalerei der nordmoldauischen Kirchen).
- mit Joachim Nentwig: Hinterglasikonen. Die Sammlung Nentwig im Museum am Dom (= Museumsschriften der Diözese Würzburg. Band 4). Schnell und Steiner, Regensburg 2003, ISBN 3-7954-1543-8.
- 60 Jahre Glasfachschule, 40 Jahre Glasmuseum in Rheinbach Katalog zur Ausstellung. Ausstellung im Glaspavillon Hans-Schmitz-Haus, Rheinbach, 19. September – 16. November 2008. Rheinbach 2008, ISBN 978-3-941069-35-0.

### Aufsätze
- Brücke aus Glas – Zur Ansiedlung des ehemals nordböhmischen. Glasveredelungsgewerbes im Rheinland. In: Karin Rühl (Hrsg.): Glas ohne Grenzen : Seminar 1. bis 3. November 2001, Glasmuseum Frauenau : Zusammenfassung der Seminarbeiträge (= Verein der Freunde des Glasmuseums Frauenau [Hrsg.]: Schriftenreihe des Glasmuseums Frauenau. Band 1). Frauenau 2003, ISBN 3-87553-568-5, S. 61–85.

### Herausgeberschaft
- mit Joachim Strasdas, Stefan Raetz, Milena Karabaic (Hrsg.): 50 Jahre - 50 Gläser. Rheinbach 2018, ISBN 978-3-941069-40-4.
- Rumänische Hinterglasikonen Vestisches Museum Recklinghausen, 8. März bis 3. Mai 1992; Glasmuseum Rheinbach, 9. Mai bis 7. Juni 1992. Recklinghausen 1992, ISBN 3-929040-03-4.
- Udo Edelmann - Bildhauer, Glasgestalter, Designer = Udo Edelmann - reźbiarz, projektant szkła, projektant. Rheinbach 2016, ISBN 978-3-941069-39-8.